# George James Allman
Pour les articles homonymes, voir Allman.
George James Allman (1812 – 24 novembre 1898), est un éminent naturaliste irlandais, professeur émérite d'histoire naturelle à Édimbourg, botaniste et spécialiste des Hydrozoa gymnoblastiques.

## Biographie

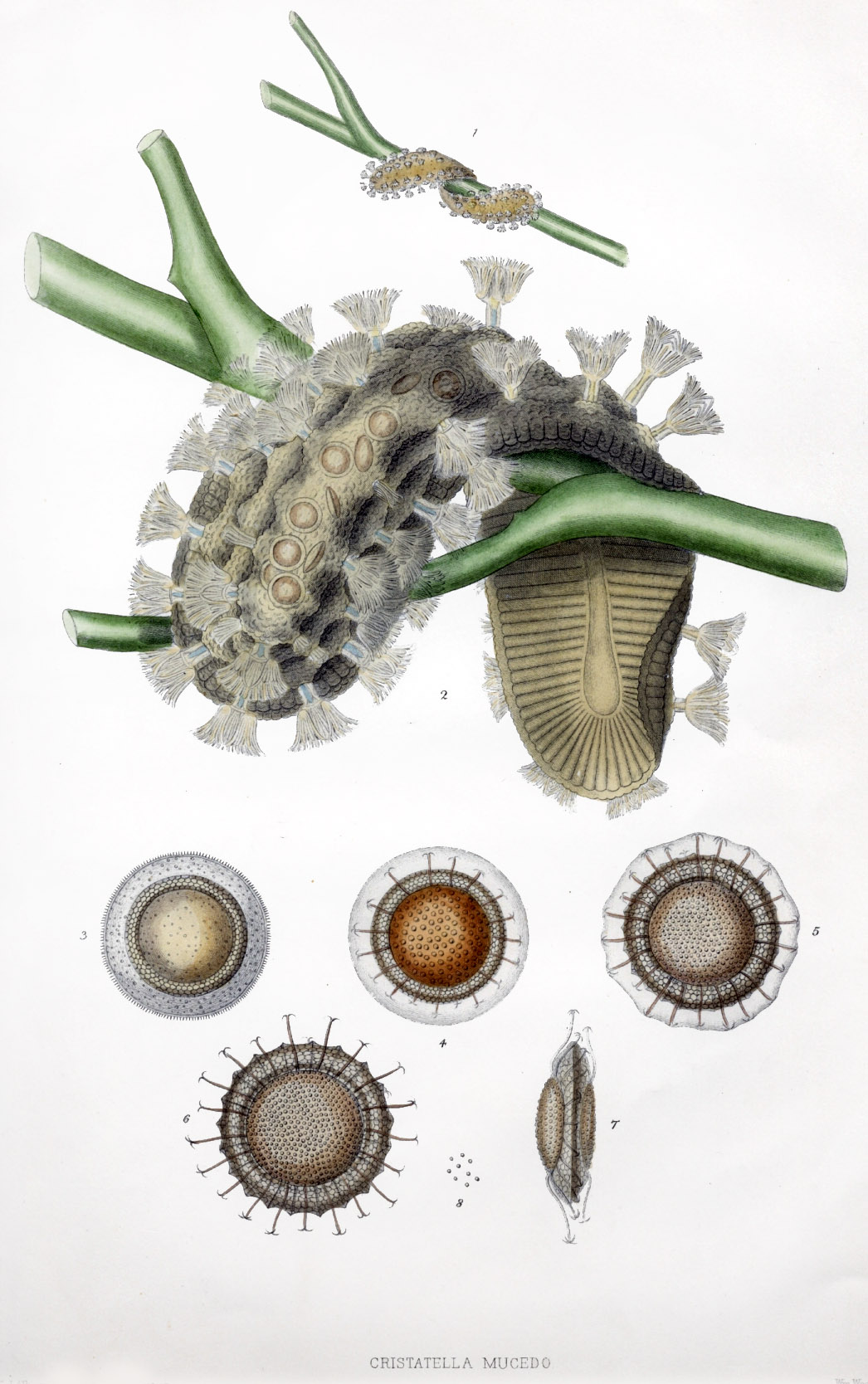
Exemple d'illustration réalisée par G.J Allman : Colonie de Cristatella mucedo et son statoblaste, publiée dans une monographie consacrée aux Phylactolaemata parue en 1856

Allman est né à Cork en Irlande et commence sa scolarité à la Royal Academical Institution de Belfast. Il a commencé des études de droit, puis a abandonné le droit pour les sciences naturelles.
En 1843, il obtient son diplôme de médecine à Dublin. Il est ensuite nommé professeur de botanique dans la même université, successeur de son homonyme William Allman (1776-1846). Il conserve cet emploi pendant une douzaine d'années, jusqu'à son départ pour Édimbourg en tant que professeur d'histoire naturelle. Il y reste jusqu'en 1870, quand des raisons de santé le font renoncer à son professorat et se retirer dans le Dorset, où il se consacre à son passe-temps favori, l'horticulture.
Il écrit de nombreux articles scientifiques. Son travail majeur porte sur les Hydrozoa gymnoblastiques, sur lesquels il publiz en 1871-1872, grâce à la Ray Society, une monographie exhaustive, fondée en grande partie sur ses propres recherches et illustrée par ses propres dessins. La biologie lui doit aussi plusieurs termes, comme endoderme et ectoderme pour les deux couches cellulaires de la surface des Coelenterata.
Il est élu membre de la Royal Society en 1854, et reçoit une médaille royale en 1873. Il est président de la société linnéenne de Londres de 1874 à 1881, et a présidé en 1879 la rencontre à Sheffield de la British Association.